# چن یون
چن یون (به چینی 陈云 با تلفظ CHEN YUN) (زاده ۱۳ ژوئن ۱۹۰۵ – درگذشته ۱۰ آوریل ۱۹۹۵) یکی از اثرگذارترین رهبران جمهوری خلق چین در دهه‌های ۱۹۸۰ و ۹۰ میلادی بود. او به لیائو چنگ‌یون هم شناخته می‌شود؛ در حالی که روشن نیست این نامِ واقعی اوست، یا نام مستعاری‌ست که وی در طول مبارزات زیرزمینی‌اش در شانگهای به‌کار می‌برده است. او یکی از رهبران سیاسی بزرگ چین، هم در طول جنگ داخلی این کشور، و هم پس از آن، هم‌راه با مائو تسه‌تونگ، لیو شائوچی، چو ان‌لای، چو ته و رن بیشی بوده است، که بعداً به‌عنوان یکی از هشت بزرگ حزب کمونیست چین در نظر گرفته‌شد.

### زندگی
چن یون در یک خانواده فقیر متولد شده بود. وقتی دو ساله بود پدرش و دو سال بعد مادرش را از دست داد. سپس مادربزرگ مادری اش مراقبت از او را به عهده گرفت که او نیز هنگامی که چن هفت ساله بود از دنیا رفت. سپس تا چهارده سالگی با دایی اش زندگی کرد و پس از آن یکی از معلم‌هایش ترتیبی داد که او در انتشارات کامرشیال پرس واقع در شانگهای که کانون حیات روشنفکری در چین بود به کارآموزی مشغول شود. در سال ۱۹۲۷ زمانی که حزب گومینگدانگ (مشهور به کومینتانگ) از کمونیست‌ها جدا شد، چن یون مجبور شد به فعالیت‌های زیر زمینی بپردازد اغلب از اسامی مستعار استفاده و موقعیت مکانی خود را تغییر می‌داد. چن یون به سبب نفرتی که نسبت به کاپیتالسیم طی دهه ۱۹۲۰ در وجودش شکل گرفته بود هیچ‌گاه در یک کشور سرمایه‌داری زندگی نکرد و بعدها در ملاقات‌ها با رهبران غربی نیز شرکت نکرد.

### موقعیت در حزب
چن یون از احترام فراوانی در حزب برخوردار بود و این امر نه فقط به خاطر موفقیت‌های اقتصادی فوق‌العاده وی بلکه به خاطر خدمات طولانی مدت او در مناصب ارشد، کمک به مائو جهت کسب مقبولیت نزد شوروی در اواسط دهه ۱۹۳۰ و تلاش‌های وی در جهت شکل‌دادن به نظام پرسنلی چین در یان ئان، نقش وی در تأسیس سیستم اداره شهری کمونیست آن هم در شرایطی که ارتش‌های کمونیستی برخی از مناطق را در مسیر فتح کل کشور تصرف می‌کردند، و تلاش‌های وی جهت بر حذر داشتن مائو از اقدامات افراطی در قالب سیاست جهش بزرگ به جلو بود. اگرچه برخی وی را بسیار محافظه کار و محتاط می‌دانستند، اما چن عموماً بخاطر قضاوت‌های سیاسی، توانایی‌های تحلیلی مستقل و از خود گذشتگی اش در قبال حزب مورد احترام بود. در سال ۱۹۳۳ چن یون در استان جیانگشی به عنوان تنها مقام بلندپایه دارای پیشینه کارگری خیلی زود به عضویت کمیته دائم اجرایی حزب کمونیست (پولیتبرو) درآمد و به اولین رهبر از هفت رهبر ارشد حرب کمونیست تبدیل شد. هنگامی که کمونیست‌ها بیجینگ (پکن) را پایتخت خود کردند، او که نظم اقتصادی را در شمال شرق برقرار کرده بود مسئول اقتصاد کشور شد.